# MI 2N

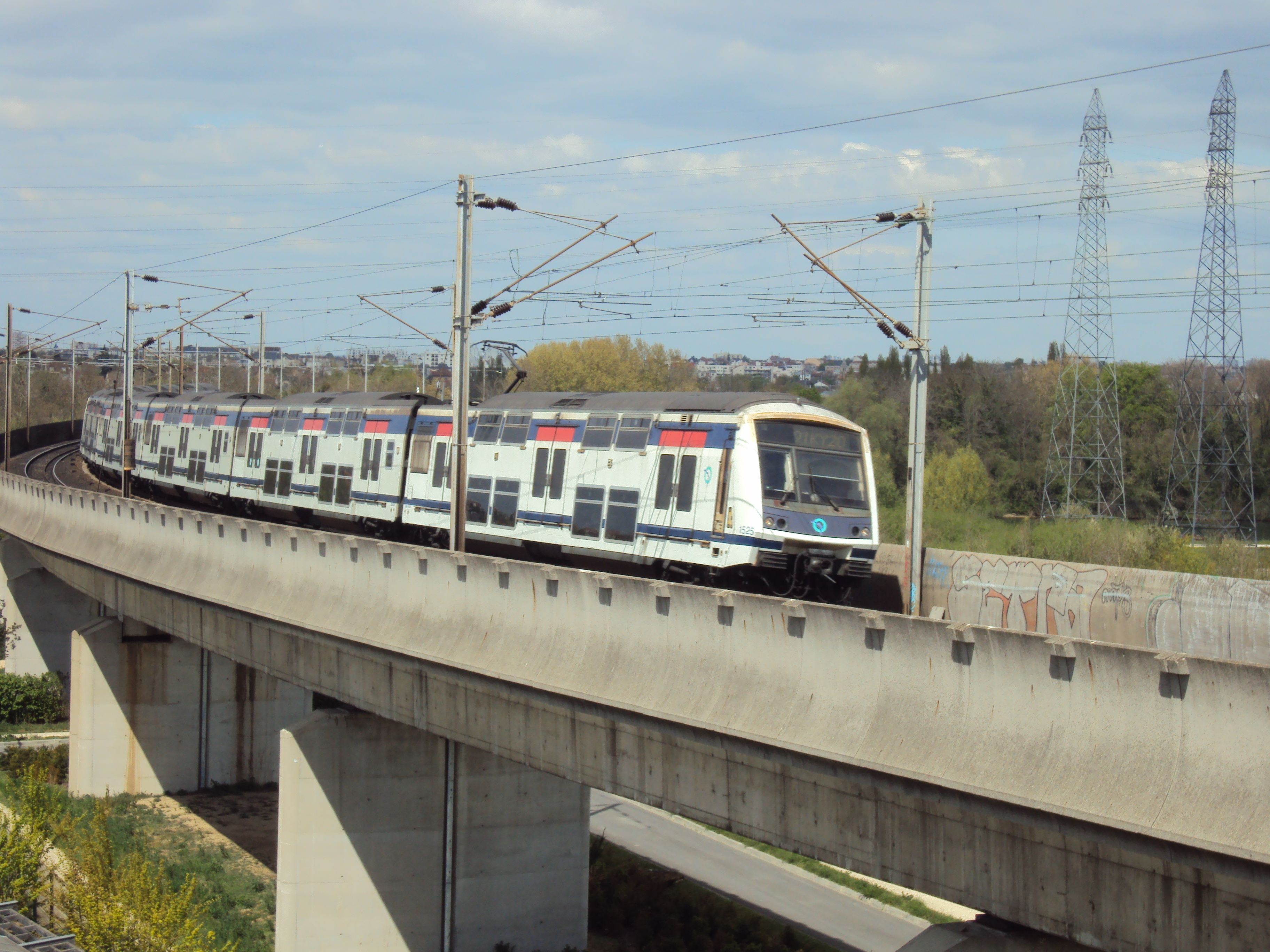
Une rame sur le viaduc ferroviaire de Nanterre en avril 2012.

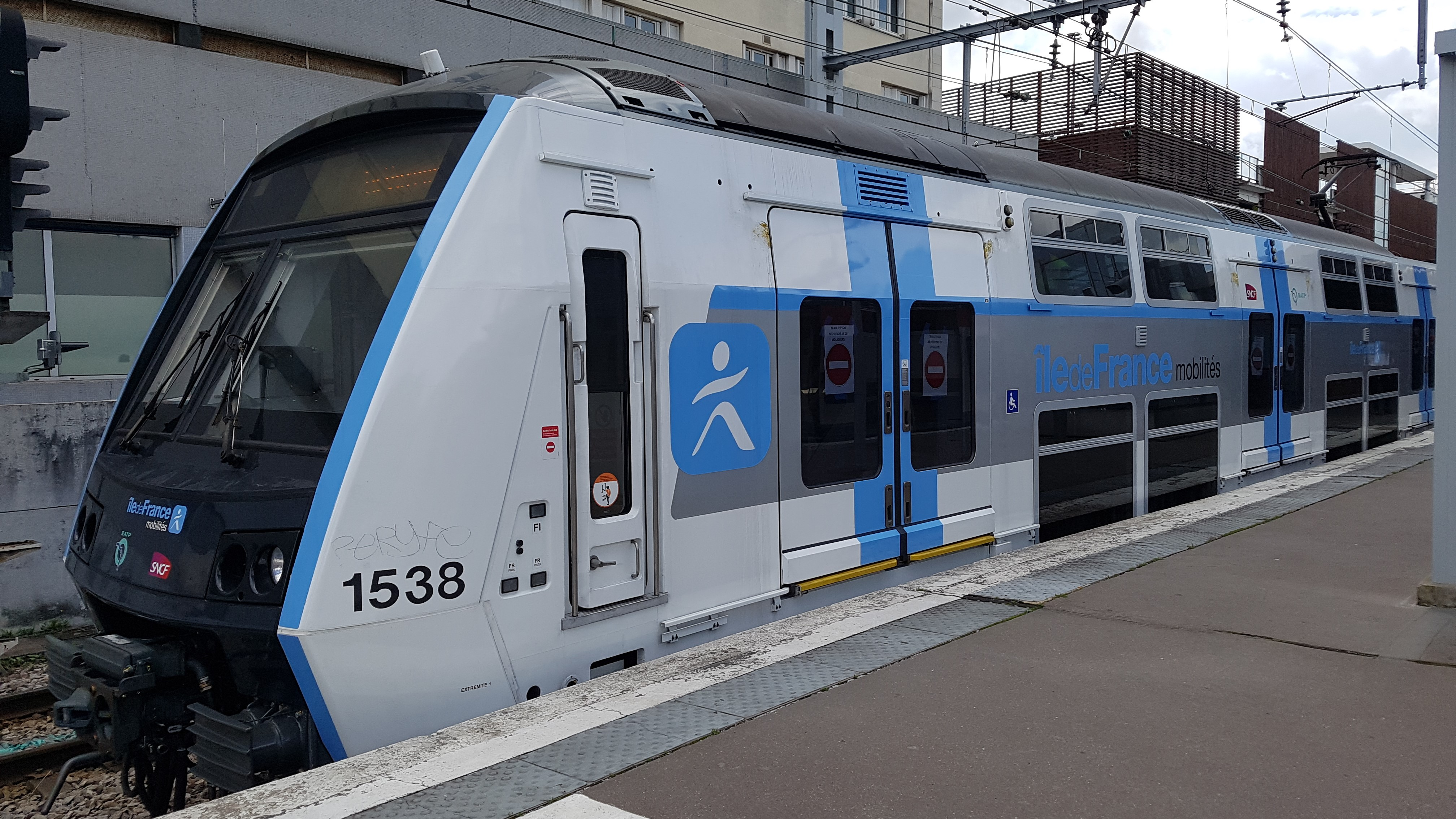
La première rame MI2N Altéo (n°3519), revenue de l'usine CAF de Bagnères-de-Bigorre, arborant sa nouvelle livrée Île-de-France Mobilités, ici en gare de Boissy-Saint-Léger en août 2023.

MI 2N (Matériel Interconnexion à 2 Niveaux) désigne des matériels roulants du réseau express régional d'Île-de-France à deux niveaux communs à la RATP (pour le RER A) et à la SNCF (pour le RER E) relativement similaires et ayant des désignations différentes. Elles sont à l'origine de la famille des trains X'Trapolis d'Alstom.
Les matériels RATP et SNCF ne sont pas autorisés en unité multiple (UM2) mixte en exploitation normale.

## Matériel RATP

### Altéo

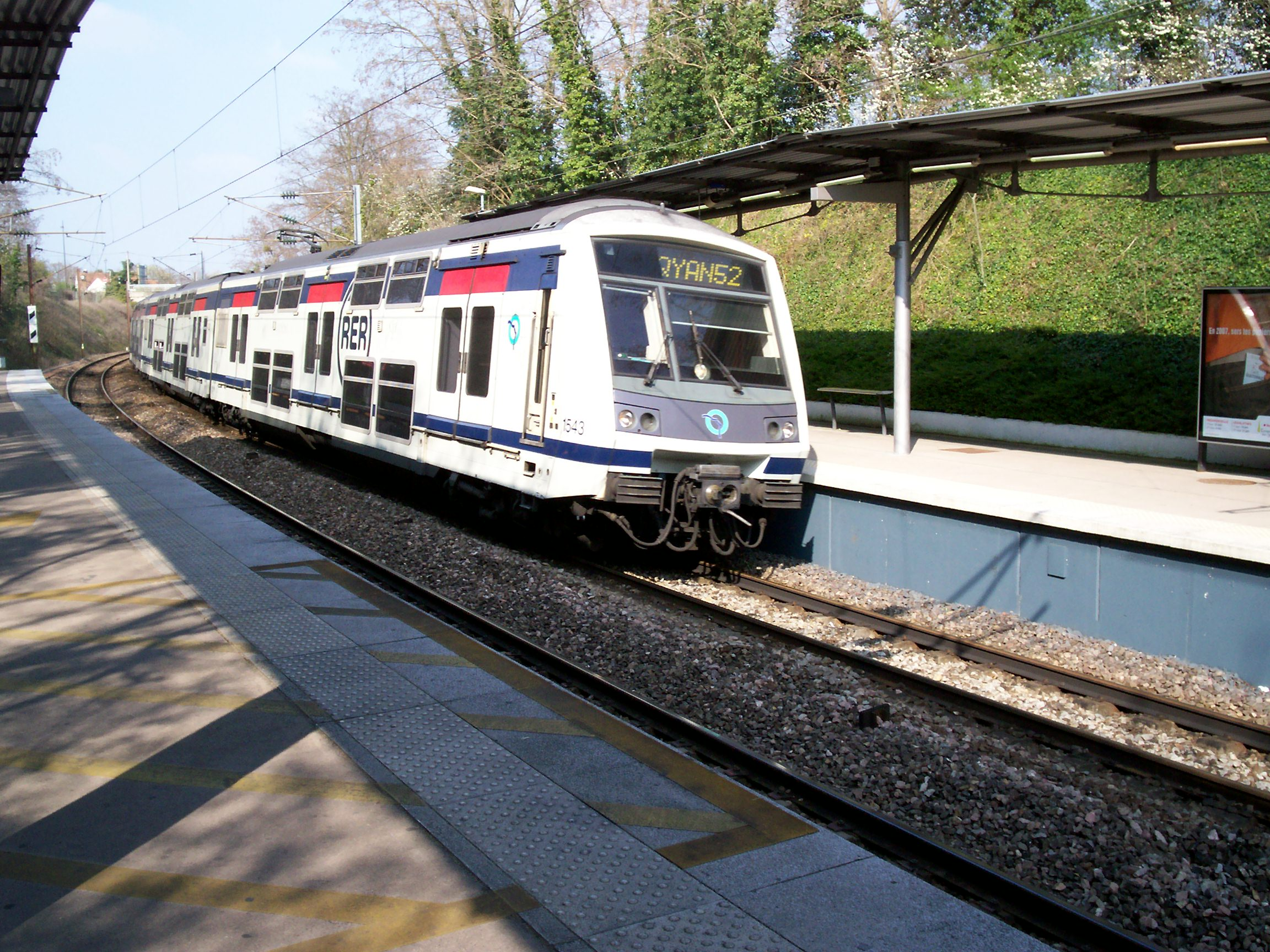
Un MI 2N Altéo à Neuville-Université en avril 2007.

Le MI 2N Altéo, plus souvent simplement nommé MI 2N, circule sur la ligne A du  réseau express régional d'Île-de-France.

### MI 09

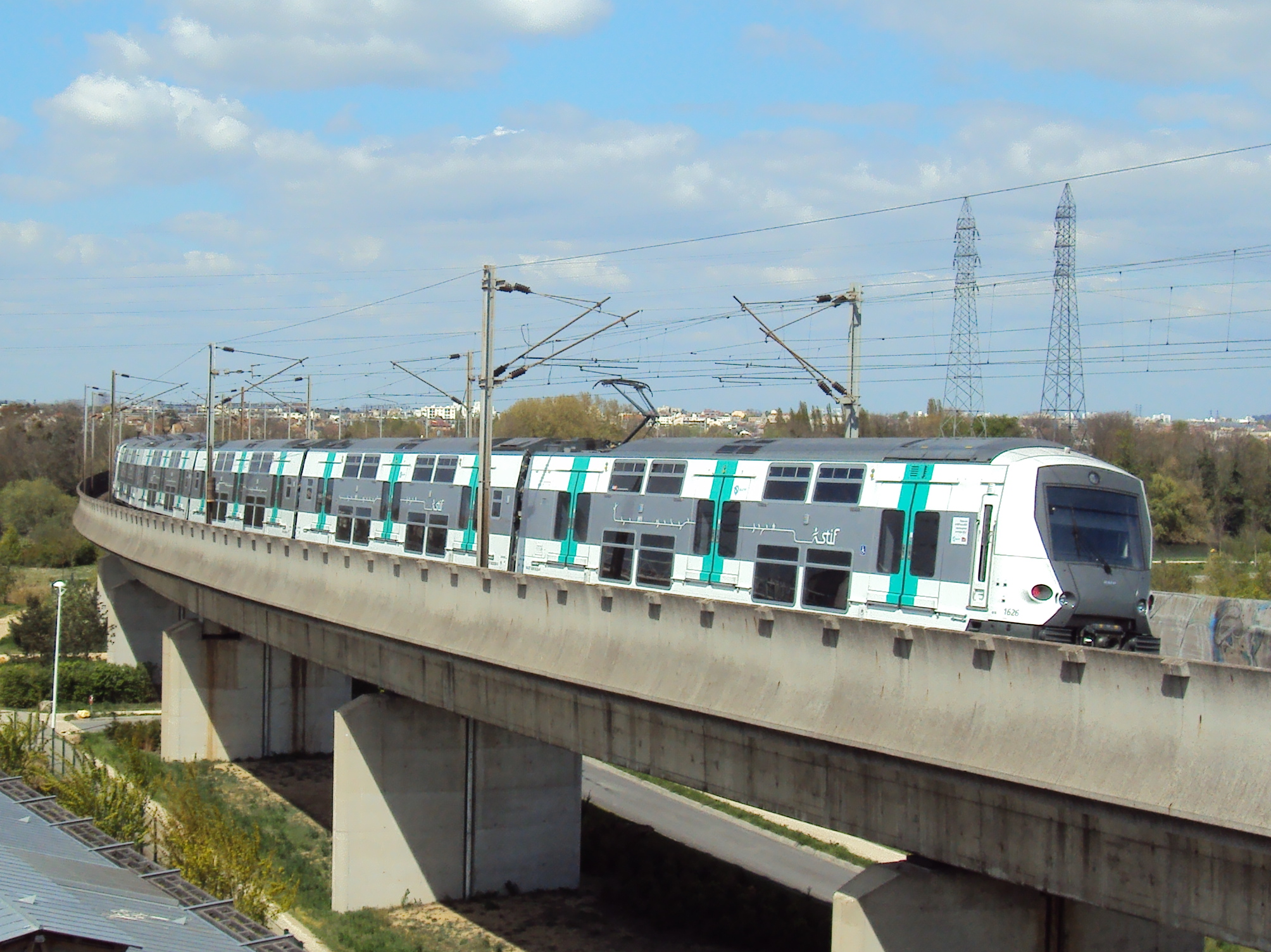
Un MI 09 sur le viaduc de Nanterre en avril 2012.

Le MI 09, version nouvelle génération du MI 2N Altéo, a été commandé en 2009 par la RATP pour remplacer les matériels MI 84 et MS 61, moins capacitaires et vieillissants, sur la ligne A du réseau express régional d'Île-de-France à partir de fin 2011, le contrat comportant une option pour remplacer les autres matériels à long terme.
La mise en exploitation commerciale a débuté le 5 décembre 2011,,.

## Matériel SNCF

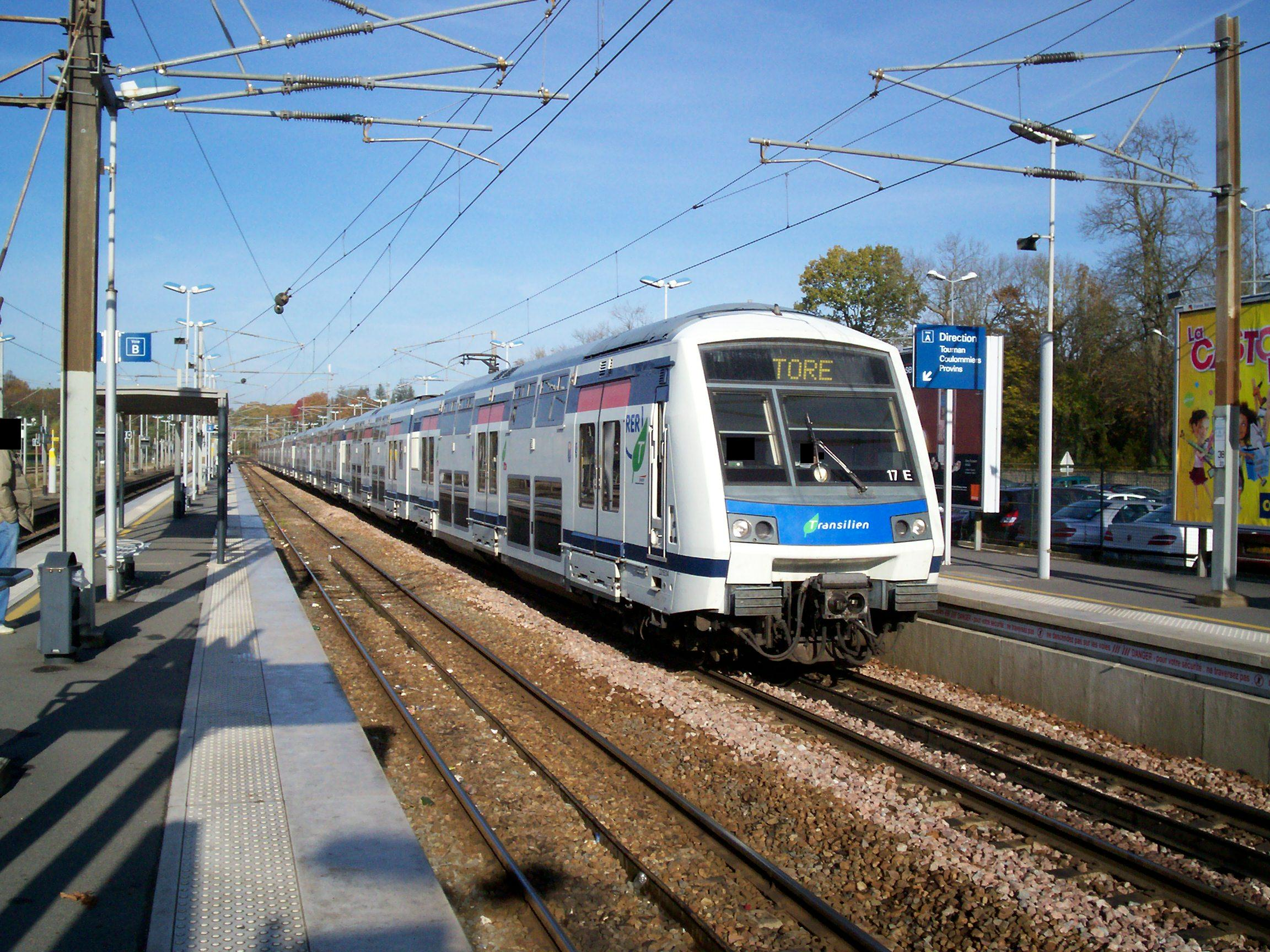
Rame Z 22500 à Gretz-Armainvilliers en octobre 2007.

Les Z 22500 (ou MI 2N Eole), plus souvent nommés simplement MI 2N, circulent sur la ligne E du  réseau express régional d'Île-de-France.